# Вальдемакеда
Вальдемакеда (ісп. Valdemaqueda) — муніципалітет в Іспанії, у складі автономної спільноти Мадрид. Населення — 856 осіб (2010).
Муніципалітет розташований на відстані близько 80 км на північний захід від Мадрида.
На території муніципалітету розташовані такі населені пункти: (дані про населення за 2010 рік)
- Вальдемакеда: 850 осіб
- Ель-Ріо: 6 осіб

## Демографія
Динаміка населення (INE ):

## Галерея зображень

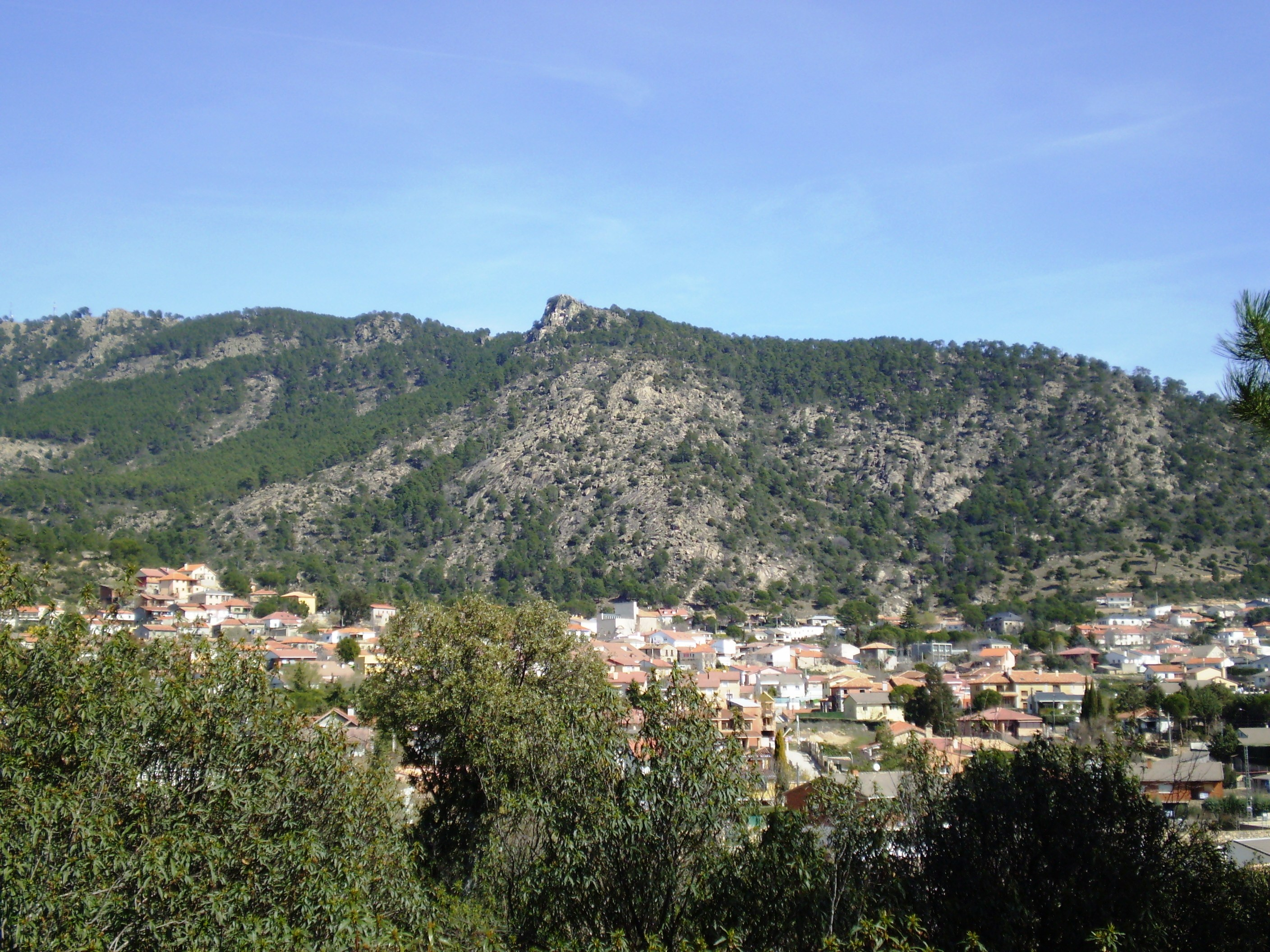
Вальдемакеда
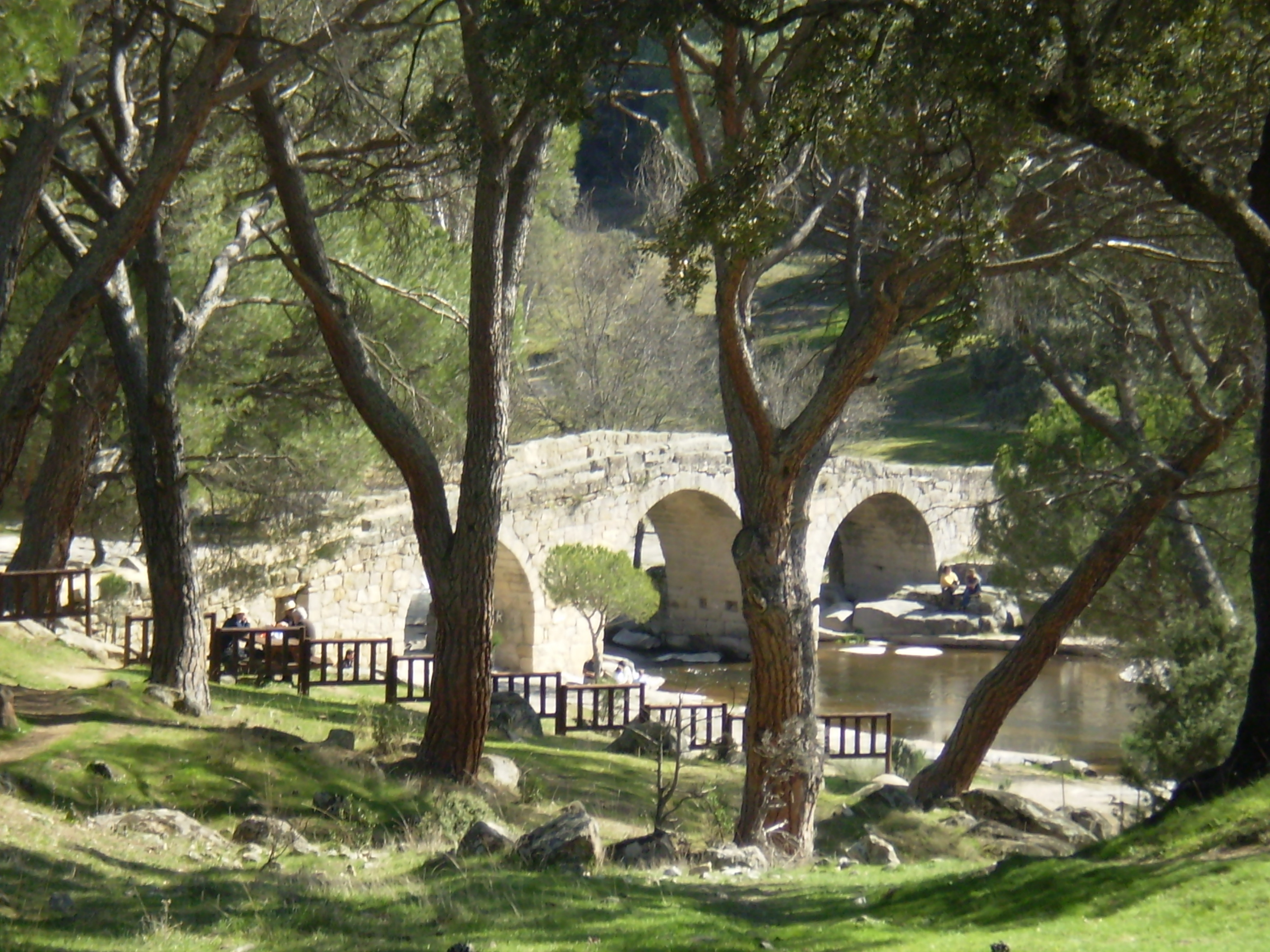
Міст через річку Кофіо